# Авганистан на Светском првенству у атлетици на отвореном
Авганистан је учествовао на 1.Светском првенству у атлетици на отвореном 1983. у Хелсинкију. Од тада закључно са 16. Светским првенством у Лондону 2017. учествовао је укупно 8 пута.
На првих 6 и последњем првенству на којима су учествовали преставници Авганистана такмичили су се само у трци на 100 метара, а на 7. у Пекингу 2015. учествовали су у трци на трци на 800 метара.
Представници Авганистана никада нису освојили неку медаљу.
Најбољи пласман имали су;
Код жена: Лима Азизи — 2003. 6 место у гр. 3 предтакмичења на 100 метара
Код мушкараца: Масуд Азизи — 2011. 6 место у гр. 2 предтакмичења на 100 метара и Саид Гилани — 2017. 6 место у гр. 3 предтакмичења на 100 метара
| Место | СП на отвореном |   |   |   |   |
| =<103 | Авганистан      | 0 | 0 | 0 | 0 |

## Учешће и освојене медаље Авганистана на светским првенствима на отвореном
| Учешће и освојене медаље Авганистана на ЕП | Учешће и освојене медаље Авганистана на ЕП | Учешће и освојене медаље Авганистана на ЕП | Учешће и освојене медаље Авганистана на ЕП | Учешће и освојене медаље Авганистана на ЕП | Учешће и освојене медаље Авганистана на ЕП | Учешће и освојене медаље Авганистана на ЕП | Учешће и освојене медаље Авганистана на ЕП | Учешће и освојене медаље Авганистана на ЕП | Учешће и освојене медаље Авганистана на ЕП | Учешће и освојене медаље Авганистана на ЕП          |
| СП                                         | Учешће                                     | Муш.                                       | Жене                                       | дисц.                                      |                                            |                                            |                                            |                                            | Пласман                                    | Детаљи                                              |
| ------------------------------------------ | ------------------------------------------ | ------------------------------------------ | ------------------------------------------ | ------------------------------------------ | ------------------------------------------ | ------------------------------------------ | ------------------------------------------ | ------------------------------------------ | ------------------------------------------ | --------------------------------------------------- |
| 1983. Хелсинки                             | 1                                          | 1                                          | 0                                          | 1                                          | 0                                          | 0                                          | 0                                          | 0                                          | 0                                          | детаљи                                              |
| 1987. Рим                                  | Авганистан није учествовао                 | Авганистан није учествовао                 | Авганистан није учествовао                 | Авганистан није учествовао                 | Авганистан није учествовао                 | Авганистан није учествовао                 | Авганистан није учествовао                 | Авганистан није учествовао                 | Авганистан није учествовао                 | Авганистан није учествовао                          |
| 1991. Токио                                | Авганистан није учествовао                 | Авганистан није учествовао                 | Авганистан није учествовао                 | Авганистан није учествовао                 | Авганистан није учествовао                 | Авганистан није учествовао                 | Авганистан није учествовао                 | Авганистан није учествовао                 | Авганистан није учествовао                 | Авганистан није учествовао                          |
| 1993. Штутгарт                             | Авганистан није учествовао                 | Авганистан није учествовао                 | Авганистан није учествовао                 | Авганистан није учествовао                 | Авганистан није учествовао                 | Авганистан није учествовао                 | Авганистан није учествовао                 | Авганистан није учествовао                 | Авганистан није учествовао                 | Авганистан није учествовао                          |
| 1995. Гетеборг                             | Авганистан није учествовао                 | Авганистан није учествовао                 | Авганистан није учествовао                 | Авганистан није учествовао                 | Авганистан није учествовао                 | Авганистан није учествовао                 | Авганистан није учествовао                 | Авганистан није учествовао                 | Авганистан није учествовао                 | Авганистан није учествовао                          |
| 1997. Атина                                | Авганистан није учествовао                 | Авганистан није учествовао                 | Авганистан није учествовао                 | Авганистан није учествовао                 | Авганистан није учествовао                 | Авганистан није учествовао                 | Авганистан није учествовао                 | Авганистан није учествовао                 | Авганистан није учествовао                 | Авганистан није учествовао                          |
| 1999. Севиља                               | Авганистан није учествовао                 | Авганистан није учествовао                 | Авганистан није учествовао                 | Авганистан није учествовао                 | Авганистан није учествовао                 | Авганистан није учествовао                 | Авганистан није учествовао                 | Авганистан није учествовао                 | Авганистан није учествовао                 | Авганистан није учествовао                          |
| 2001. Едмонтон                             | Авганистан није учествовао                 | Авганистан није учествовао                 | Авганистан није учествовао                 | Авганистан није учествовао                 | Авганистан није учествовао                 | Авганистан није учествовао                 | Авганистан није учествовао                 | Авганистан није учествовао                 | Авганистан није учествовао                 | Авганистан није учествовао                          |
| 2003. Париз                                | 2                                          | 1                                          | 1                                          | 2                                          | 0                                          | 0                                          | 0                                          | 0                                          | 0                                          | детаљи                                              |
| 2005. Хелсинки                             | Авганистан није учествовао                 | Авганистан није учествовао                 | Авганистан није учествовао                 | Авганистан није учествовао                 | Авганистан није учествовао                 | Авганистан није учествовао                 | Авганистан није учествовао                 | Авганистан није учествовао                 | Авганистан није учествовао                 | Авганистан није учествовао                          |
| 2007. Осака                                | 2                                          | 1                                          | 1                                          | 2                                          | 0                                          | 0                                          | 0                                          | 0                                          | -                                          | детаљи                                              |
| 2009. Берлин                               | 2                                          | 1                                          | 1                                          | 2                                          | 0                                          | 0                                          | 0                                          | 0                                          |                                            | детаљи                                              |
| 2011. Тегу                                 | 1                                          | 1                                          | 0                                          | 1                                          | 0                                          | 0                                          | 0                                          | 0                                          | =                                          | детаљи                                              |
| 2013. Москва                               | 1                                          | 1(*)                                       | 0                                          | 1                                          | 0                                          | 0                                          | 0                                          | 0                                          | =                                          | детаљи                                              |
| 2015. Пекинг                               | 1                                          | 1                                          | 0                                          | 1                                          | 0                                          | 0                                          | 0                                          | 0                                          | -                                          | детаљи Архивирано на веб-сајту (30. септембар 2015) |
| 2017. Лондон                               | 1                                          | 1                                          | 0                                          | 1                                          | 0                                          | 0                                          | 0                                          | 0                                          | -                                          | детаљи                                              |
| Укупно 8 (16)                              | 11                                         | 8                                          | 3                                          |                                            | 0                                          | 0                                          | 0                                          | 0                                          |                                            |                                                     |

- * ИААФ је 20. септембра 2013. објавила списак 7 атлетичара са СП 2013. у Москви кoји су користили недозвопљена средства. Међу њима био је и Масуд Азизи који је био позитиван на нандролон. Сви су суспендовани, а попстигнути резултати обрисани.[1]

## Табела успешности Авганистана на светским првенствима на отвореном
Табела успешности Авганистана која се прави на основу осам првопласираних (финалиста) у свим дисциплинама. Бодови су додељују на овај начин. Првопласирани је добија 8 бодова, а последњи, осми 1 бод. Авганистан никад није имао такмичара међу 8 првоплаираних.

## Преглед учешћа спортиста Авганистана и освојених медаља по дисциплинама на СП на отвореном
Стање после СП 2017.
| Дисциплина | Период | Период   | Укупно | Мушки | Жене |   |   |   |   |
| Дисциплина | Прво   | Последње | Укупно | Мушки | Жене |   |   |   |   |
| ---------- | ------ | -------- | ------ | ----- | ---- | - | - | - | - |
| 100 м      | 1983   | 2017     | 8      | 5     | 3    | 0 | 0 | 0 | 0 |
| 800 м      | 2015   | 2015     | 1      | 1     | 0    | 0 | 0 | 0 | 0 |
| Укупно (2) |        |          | 9      | 6     | 3    | 0 | 0 | 0 | 0 |

Разлика у горње две табеле од 2 учесника (2 мушкараца и 0 жена) настала је у овој табели јер је сваки спортиста без обриза колико је пута учествовао на светским првенствима и у колико разних дисциплина на истом првенству, рачунат само једном.

## Занимљивости
- Најмлађи учесник — мушкараци: Waled Anwari, 21 год, и 20 дана (2007)
- Најмлађи учесник — жене: Фатима Мохамеди, 21 год, и 35 дана (2007)
- Најстарији учесник - мушкарци: Масуд Азизи, 28 год. и 188 дана (2013)
- Најстарији учесник - жене: Robina Muqimyar, 23 год. и 15 дана (2007)
- Највише учешћа: 3 Масуд Азизи (2009, 2011, 2013)
- Прва медаља:-
- Најмлађи освајач медаље — мушкарци: -
- Најстарији освајач медаље — мушкарци: -
- Најмлађи освајач медаље — жене: -
- Најстарији освајач медаље — жене: -
- Прва златна медаља: -
- Највише медаља: -
- Најбољи пласман Авганистана: -

## Рефереренце
1. ↑  Sedam atletičara palo na doping testu u Moskvi